# ラティス・テクノロジー
ラティス・テクノロジー株式会社（英語: Lattice Technology Co.,Ltd.）は、東京都文京区に本社を置くソフトウェア企業。超軽量3Dフォーマット技術「 XVL 」の関連ソフトウェアを開発・販売している。

## 概要
超軽量3Dフォーマット「 XVL 」の開発元であり、自動車、精密機器、造船・重工業、産業機器、航空機、建築建材、金型といった幅広い製造メーカーにXVL関連製品を提供している。

## 沿革
- 1997年 - 東京都新宿区高田馬場に資本金 10 百万円をもって会社設立[1]
- 1998年 - 東京都港区南青山に本社移転、研究施設開設
- 1999年 - トヨタ自動車株式会社が資本参加
- 2000年 - 東京都千代田区九段南に本社移転
- 2003年 - 愛知県豊田市に豊田支店を開設
- 2004年 - Dassault Systemes (フランス)と業務提携
- 2006年 - Lattice Technology, Inc.（100％子会社）を米国カリフォルニア州サンフランシスコに設立
- 2007年 - 日立ソフトウェアエンジニアリング株式会社（現 株式会社日立ソリューションズ）が資本参加
- 2008年 - 福井コンピュータ株式会社（現 福井コンピュータホールディングス株式会社）が資本参加
- 2010年 - 株式会社図研が資本参加、株式会社インターデザイン・テクノロジーより Vmech 事業譲受
- 2013年 - Corel Corporation （カナダ）と 3D を利用した技術文書作成で業務提携、東京都文京区後楽に本社移転
- 2015年 - Lattice Technology, Inc.が米国コロラド州に移転
- 2017年 - ISMS（ISO/IEC 27001:2013 / JIS Q 27001:2014）を全社全部門にて認証取得
- 2018年 - マルチデバイス環境で新たな 3D コラボレーションを実現する Web ソリューション 「XVL Web3D Manager」 販売開始
- 2019年 - 超軽量XVLのVR対応を実現するデジタルVR検証ソリューション「XVL Studio VR オプション」販売開始

## 所在地
- 本社
  - 東京都文京区後楽 2-3-21　住友不動産飯田橋ビル 10 階

- 豊田支店
  - 愛知県豊田市小坂本町 1-5-10　矢作豊田ビル 5 階

## 事業概要
- 3Dデータ軽量化技術「XVL」の研究開発標準化
- XVL活用のためのアプリケーション開発
- XVLを利用した各種ソフトウェアの販売

## 製品・サービス
公式サイトを参照（Lattice Technology 製品・ソリューション）